# Нојрид (Минхен)
Нојрид (њем. Neuried) општина је у њемачкој савезној држави Баварска. Једно је од 29 општинских средишта округа Минхен. Према процјени из 2010. у општини је живјело 8.303 становника. Посједује регионалну шифру (AGS) 9184132.

## Географски и демографски подаци
Нојрид се налази у савезној држави Баварска у округу Минхен. Општина се налази на надморској висини од 559 метара. Површина општине износи 9,6 km². У самом мјесту је, према процјени из 2010. године, живјело 8.303 становника. Просјечна густина становништва износи 862 становника/km².